# PSO-1

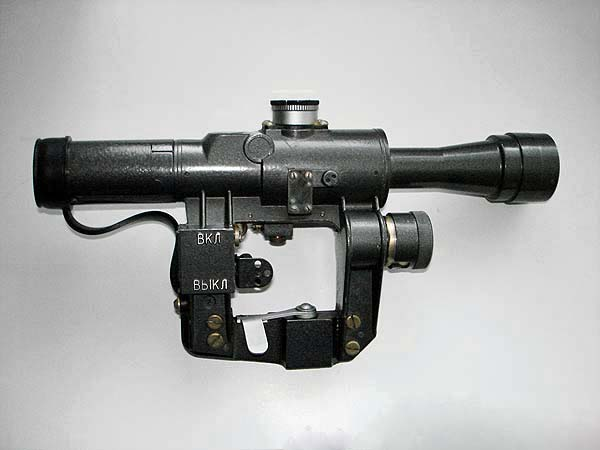
PSO-1M2 4x24 utilisée actuellement par l'armée russe.

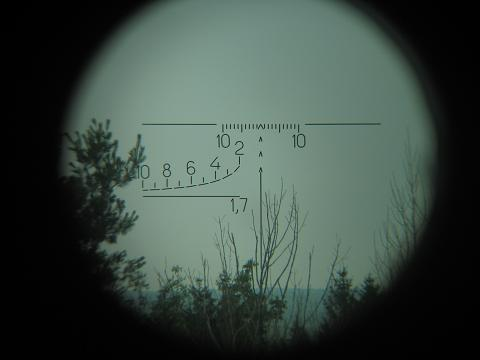
Réticule de visée du PSO-1.

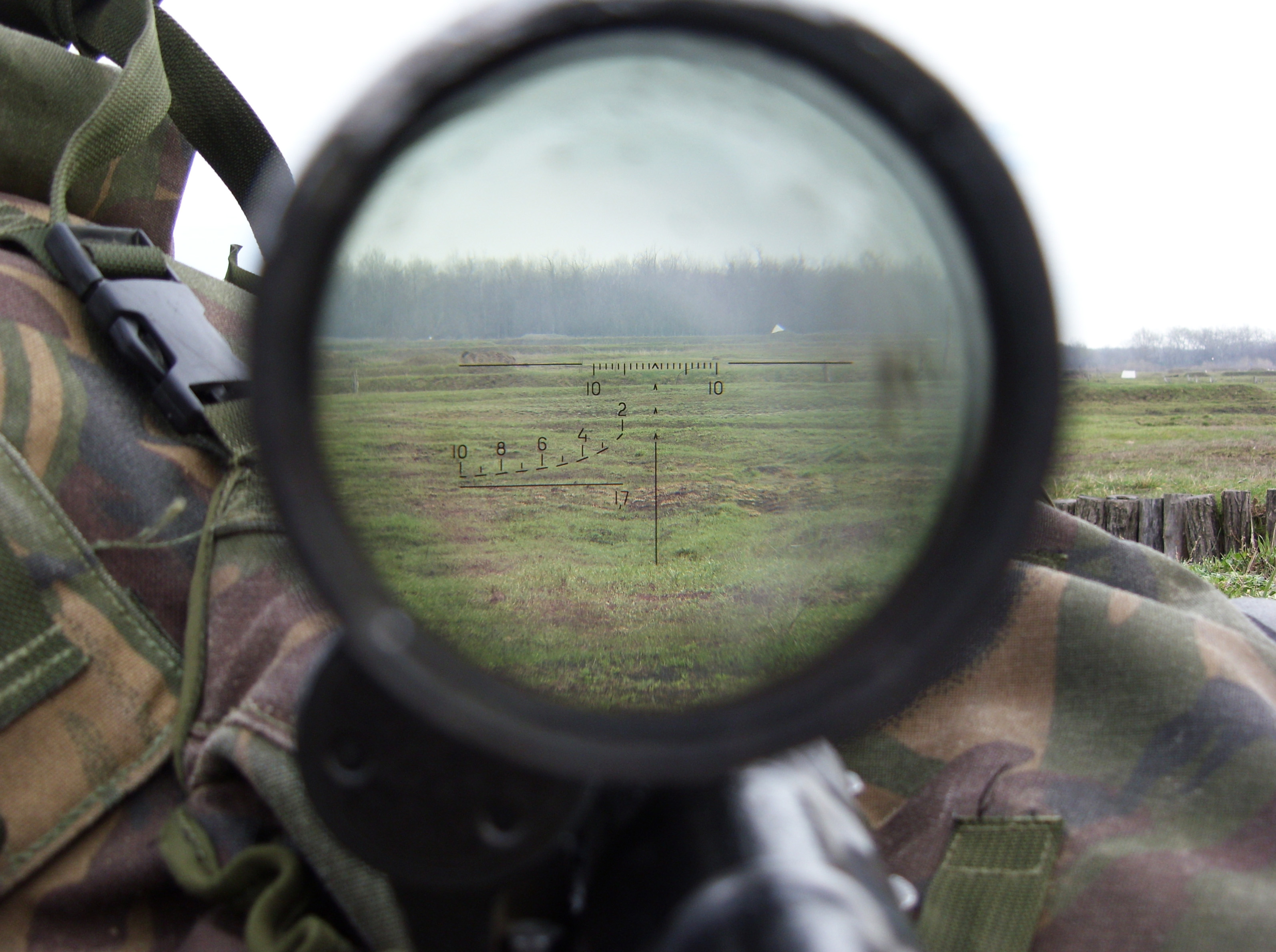
Lunette PSO-1 et son réticule.

La lunette de visée télescopique PSO-1 était, à l'époque de sa confection (vers 1964), la lunette de visée télescopique la plus avancée ayant été produite industriellement afin d'équiper des tireurs d'élite.
La lunette est fabriquée en Russie par l'Unité de production d'instruments de Novossibirsk spécialement pour le fusil de précision russe SVD.

## Spécifications
- Agrandissement : 4x
- Champ visuel : 6°
- Tirage d'anneau : 80 mm
- Angle de vision : 12 secondes d'arc
- Alimentation: 1 Pile AA/2 piles AG13 (LR1154) selon modèles
- Poids : 600 g
- Dimensions : 375 x 70 x 132 mm
- Taille le l'objectif: 24mm d'origine (selon modèles de la gamme POSP: 36mm, 42mm[1]...)

## Caractéristiques et Utilisation
L'optique PSO-1 possède un télémètre stadimétrique, sous la forme d'une courbe graduée dont le chiffre affiché doit être multiplié par 100 pour obtenir une distance. Le nombre, souvent à virgule, affiché généralement en bas à droite du télémètre stadimétrique indique la taille de l'objet cible (ex: 1,7 signifie que l'objet cible doit mesurer 1m70 pour pouvoir le comparer à une distance sur la courbe.), à savoir les plus courants: 1,7m/1,8m pour silhouette humaine, 1m pour un cerf par exemple, et 0,5m pour un sanglier ou autre animal.
Fonctionnement : il faut placer l'objet cible entre le segment formant la base de la graduation et le comparer à la hauteur des chiffres présentés au dessus. Si l'objet cible/la silhouette se cale parfaitement entre le segment et la graduation, prenez le chiffre juste au dessus de la cible et multipliez-le par cent. Vous obtiendrez un résultat en mètres.
Ce télémètre était un atout considérable pour l'époque, et reste un moyen fiable et rustique de déterminer une distance. Ce télémètre fait entièrement partie de l'esthétique de cet optique présent dans de nombreux jeux vidéo et autres œuvres de fiction.
Le réticule possède aussi des graduations sur les côté du chevron principal, formant un repère pour le réglage en dérive lors du réglage de la lunette, notamment pour contre-balancer l'effet du vent sur le projectile. Ces graduations sont en millième angulaire, leur valeur est d'1 mètre à 1 km. Cela peut aussi servir à définir une distance en plus du télémètre stadimétrique décrit plus haut.
Il existe plusieurs versions de cette optique par plusieurs fabricants, notamment belOMO, fabriquant Biélorusse, et NPZ, fabriquant Russe basé à Novossibirsk. La lunette est étanche à l'azote, et les modèles POSP possèdent un revêtement anti-reflets.
Compatibilité : cette optique est de base conçue pour le fusil de précision semi-automatique SVD Dragunov et sa munition, le 7,62x54R, mais il existe néanmoins des optiques compatibles avec l'attache latérale de l'AK. Les rails à queue d'aronde respectifs du SVD et de l'AK sont différents, et même en les intervertissant, la différence de positionnement de l'optique sur la carcasse de l'arme ne permettrait pas une bonne prise de visée. Les chevrons du réticule original se basant sur la trajectoire de la munition 7,62x54R ne permettaient pas un bon suivi de la trajectoire de la munition 7,62x39mm propre à l'AK, il était donc nécessaire de changer leur place sur le réticule de l'optique dédiée.
Il a existé différentes versions de la PSO-1, notamment une conçue pour le VSS Vintorez chambré en 9x39mm, une munition spécialement subsonique nécessitant encore une fois une modification de l'emplacement des chevrons. Le télémètre stadimétrique des versions pour l'AK et le VSS fut aussi changé, pour permettre une meilleure acquisition des cibles plus proches (de 100 à 400 mètres, distance reconnue comme maximale pour l'efficacité de ces munitions intermédiaires, remplaçant l'ancien télémètre chiffrant de 200 à 1000 mètres.).
Le réticule dispose également d'un moyen d'illumination du réticule, permettant l'acquisition de visée à basse luminosité (le plus souvent rouge, mais aussi verte, notamment sur certains modèles belOMO, et de sa série POSP.).
Le réglage de la lunette se fait au premier plan focal, donc le réticule bouge selon son réglage par les tourelles de dérive et d'élévation, il se peut ainsi qu'il ne soit pas centré lors de la prise de visée, ce qui est parfaitement normal du fait de son fonctionnement. Certains modèles autorisant un grossissement modifiable (ex: 3-9x24) sont obligatoirement réglés en premier plan focal, car le télémètre stadimétrique (oui, encore lui!) ne doit pas perdre son référentiel lors de la visée (faire grossir ou rapetisser le réticule, et donc le télémètre, par rapport à la cible visée, fausserait les valeurs de l'estimation des distances...), donc le réglage du grossissement se fait en premier plan focal pour conserver la taille du réticule par rapport au paysage.

Les premiers exemplaires de la lunette PSO-1 furent équipés de détecteurs infrarouge censés détecter l'éventuelle utilisation d'équipement de vision nocturne à projection infrarouge par des troupes ennemies. Il se rechargeait par énergie solaire, avec une petite ouverture circulaire sur le haut de la lunette, devant la tourelle d'élévation, son bouton de commande étant positionné sur le côté gauche. Il a plus tard été retiré.

### Source externe
- (en) PSO-1M2 Sniper optical sight, sur le site de la Novosibirsk Instrument-Making Plant, npzoptics.com (consulté le 10 février 2016).
- https://tiroptic.fr/posp-aka.php, description des lunettes POSP de belOMO par le site tiroptic
- https://tiroptic.fr/pso.php, déscriptions de la lunette PSO-1, 1M2 et autres variantes sur le site tiroptic
- https://en.zenit-belomo.by/, sur le site de Zenit belOMO